# Silea
Silea är en ort och kommun i provinsen Treviso i regionen Veneto i Italien. Kommunen hade 10 254 invånare (2018).